# 잔담

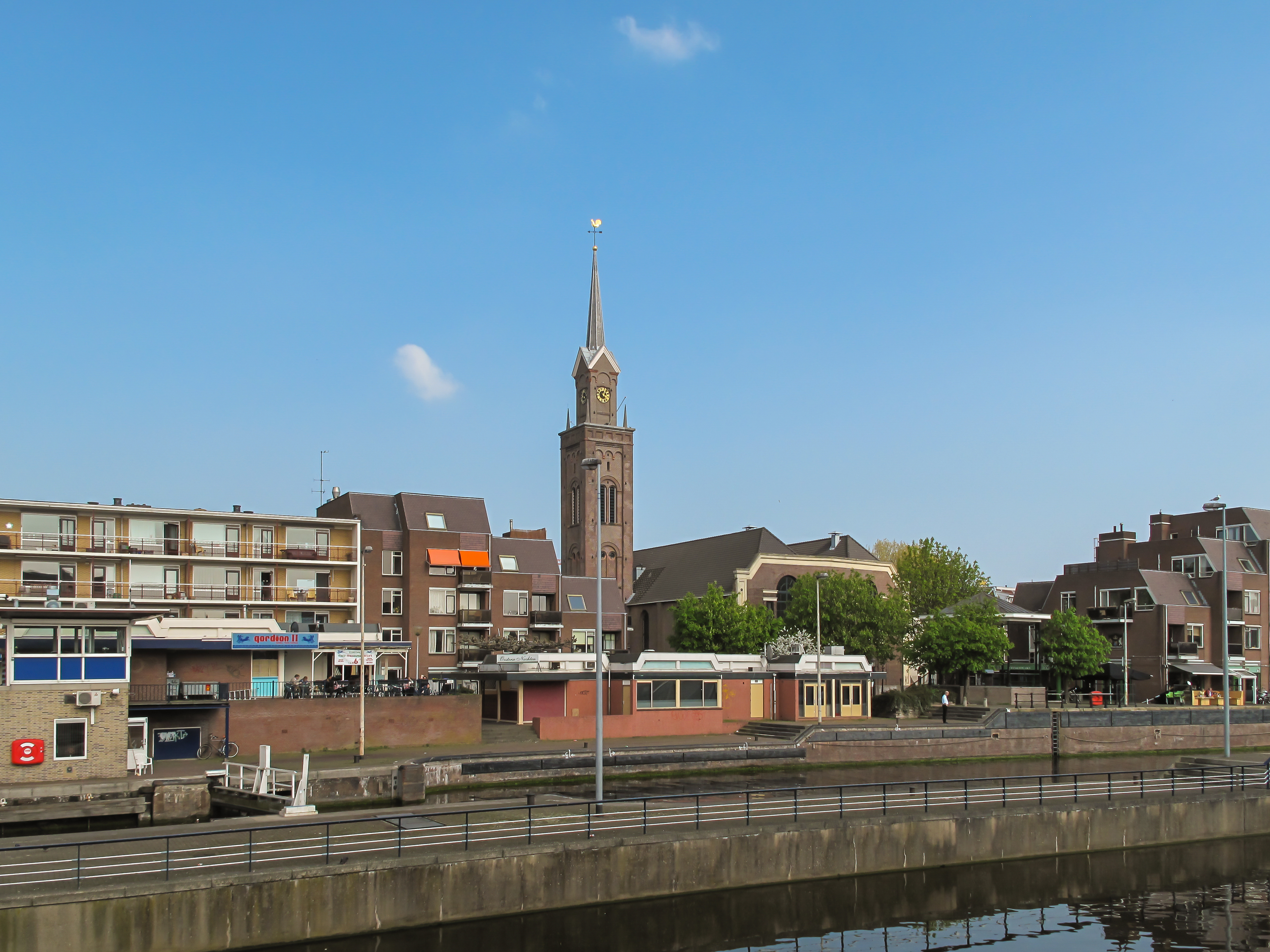
잔담

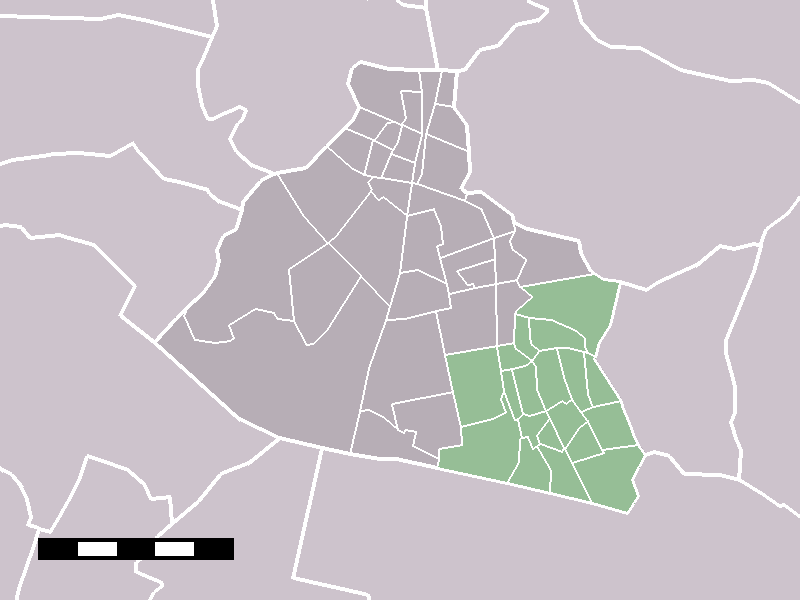
잔담의 위치

잔담(네덜란드어: Zaandam)은 네덜란드 노르트홀란트주 잔스타트에 위치한 지방 자치체로 인구는 72,597명(2007년 기준)이다. 인근에는 풍차로 유명한 잔서스한스 마을이 있다.